# Dahrendorf (Dähre)
Dahrendorf  ist ein Ortsteil der Gemeinde Dähre im Altmarkkreis Salzwedel in Sachsen-Anhalt.

## Geographie
Dahrendorf, ein Straßendorf mit Kirche, liegt fünf Kilometer nordwestlich von Dähre in der Altmark. Der östliche Teil des heutigen Dorfes war die bis 1937 eigenständige Gemeinde Gröningen.
Die Grenze zu Niedersachsen verläuft nördlich und westlich.
Nachbarorte in Niedersachsen sind Müssingen (Gemeinde Soltendieck, Landkreis Uelzen) und Gielau (Gemeinde Schnega, Landkreis Lüchow-Dannenberg).

## Geschichte

### Mittelalter bis 20. Jahrhundert
Dahrendorf wurde im Jahre 1334 erstmals urkundlich als Dorendorpe erwähnt. Es gehörte bis 1334 den Herren von Schwerin, danach gehörte das Dorf den von dem Knesebeck, das von den von Jagow verlassen worden war. Weitere Nennungen sind 1378 to Dorendorp, 1579 Darndorf, 1585 Dorff Darrndorf, 1687 Darendorff und schließlich 1804 Dahrendorf.
Von 1971 bis 1990, zu Zeiten der DDR, befand sich im südwestlichen Ortsausgang an der Straße nach Lagendorf ein militärischer Standort, in dem Grenzpolizisten und Grenzsoldaten in einer Kaserne untergebracht waren, die „5. Grenzkompanie Dahrendorf“ im  „II. Grenzbataillon Bonese“ im Grenzkommando Nord der Grenztruppen der DDR. Das Unterkunftsgebäude der Kompanie und das Wohnhaus der Berufssoldaten sind noch erhalten.

### Frühere Erwähnung
Der Historiker Peter P. Rohrlach weist darauf hin, dass die Erwähnung von Turnitorp als Besitz des Klosters Diesdorf im Jahr 1112, nicht eindeutig auf Dahrendorf verweist, wie Hermes und Weigelt und andere annehmen, denn eine Urkunde von 1150 nennt varenthorp als Besitz des Klosters.

### Herkunft des Ortsnamens
Jürgen Udolph führt den Ortsnamen auf das Wort „Dorn“ zurück, möglicherweise bezogen auf eine Dornenhecke oder Rotdorn.

### Archäologie
Nördlich von Dahrendorf auf dem heutigen Lehnkenberg lag früher der Steinkreis von Dahrendorf.

### Eingemeindungen
Dahrendorf gehörte ursprünglich zum Salzwedelischen Kreis der Mark Brandenburg in der Altmark. Von 1807 bis 1813 lag es im Kanton Diesdorf auf dem Territorium des napoleonischen Königreichs Westphalen. Nach weiteren Änderungen kam es 1816 in den Kreis Salzwedel, den späteren Landkreis Salzwedel im Regierungsbezirk Magdeburg in der Provinz Sachsen in Preußen.
Am 1. Oktober 1937 erfolgte der Zusammenschluss der Gemeinden Dahrendorf und Gröningen im Landkreis Salzwedel zu einer Gemeinde mit dem Namen Dahrendorf. Am 20. Juli 1950 wurde die Gemeinde Dahrendorf in die Gemeinde Lagendorf eingemeindet. Am 1. Januar 2009 kam Dahrendorf schließlich als Ortsteil zur Gemeinde Dähre, in die Lagendorf eingemeindet worden war.

### Einwohnerentwicklung
| Jahr | Einwohner |
| ---- | --------- |
| 1734 | 069       |
| 1774 | 130       |
| 1789 | 167       |
| 1798 | 117       |
| 1801 | 113       |
| 1818 | 071       |

| Jahr | Einwohner |
| ---- | --------- |
| 1840 | 162       |
| 1864 | 198       |
| 1871 | 182       |
| 1885 | 132       |
| 1892 | [00]118   |
| 1895 | 119       |

| Jahr | Einwohner |
| ---- | --------- |
| 1900 | [00]123   |
| 1905 | 133       |
| 1910 | [00]135   |
| 1925 | 130       |
| 1939 | 183       |
| 1946 | 307       |

| Jahr | Einwohner |
| ---- | --------- |
| 2015 | [00]86    |
| 2018 | [00]89    |
| 2020 | [00]78    |
| 2021 | [00]79    |
| 2022 | [00]76    |
| 2023 | [0]77     |

Quelle, wenn nicht angegeben, bis 1946:

## Religion
Die evangelische Kirchengemeinde Dahrendorf, die früher zur Pfarrei Lagendorf gehörte, wird heute betreut vom Pfarrbereich Osterwohle-Dähre im Kirchenkreis Salzwedel im Bischofssprengel Magdeburg der Evangelischen Kirche in Mitteldeutschland.

## Kultur und Sehenswürdigkeiten

### Baudenkmale
- Die evangelische Dorfkirche in Dahrendorf ist ein rechteckiger spätgotischer Feldsteinbau. Vor der Westseite steht separat ein verbretterter Turm.[19] Der mittlere Ständer der Südseite des Glockenturms wurde dendrochronologisch auf das Jahr 1444 datiert. Die Kirche war schon 1551 eine Filialkirche der Kirche in Lagendorf.[17] Der Westgiebel aus Backstein entstand nach der Mitte des 15. Jahrhunderts. Die Öffnungen sind bis auf das stichbogige Südportal neuzeitlich. Vor der Westseite ist ein geböschter hölzerner Glockenturm mit stark überstehendem Zeltdach auf profilierten Knaggen angeordnet. Im flachgedeckten Innern der Kirche sind an der Ostseite stark restaurierte spätgotische Wandmalereien erhalten. Sie zeigen neutestamentliche Szenen, var allem aus der Passion, in zwei Reihen, darunter ein Rankenfries. Ein kleiner spätgotischer Kruzifixus ist ebenfalls erhalten. Die schlichte hölzerne Kanzel und das Gestühl stammen aus dem 17. Jahrhundert.[20]
- Die Kirche steht auf dem Ortsfriedhof.
- In Dahrendorf steht ein Denkmal für die Gefallenen des Ersten und Zweiten Weltkrieges, ein Monolith mit Bronzetafel auf einem Feldsteinsockel, darüber ein Stahlhelm auf Eichenlaub und ein Eisernes Kreuz.[21]

### Brauchtum
- Im zeitigen Frühjahr findet das Winterauskehr-Spektakel „Faseloom“ mit einem Bärenumzug statt. Dem Wort nach steht „Faseloom“ für „Vorabend vor der Fastenzeit“, also Fastnacht.
- Das „Osterfeuerfest“ wird seit 1990 zusammen mit dem Nachbardörfchen Harpe direkt an der ehemaligen Grenze gefeiert.

## Wirtschaft
Neben landwirtschaftlichen Betrieben gibt es einen Reit- und Ferienhof und eine Herberge.